# Čírka úzkozobá
Čírka úzkozobá (Marmaronetta angustirostris) je malá útlá kachna, která se vyskytuje v oblasti Středomoří a západní a střední Asie. Jedná se o jediného zástupce rodu Marmaronetta. Pro čírku je typický dlouhý, úzký, tmavý zobák, který jí dal i české druhové jméno. V Evropě se vyskytuje pouze v malém množství fragmentovaných populací na jihu Itálie a Pyrenejského poloostrova, v roce 1892 bylo několik čírek úzkozobých zaznamenáno i v Jižních Čechách. Jedná se o téměř ohrožený druh, jehož populace trpí ubýváním přirozeným biotopů, které tvoří mělké mokřady v suchých až vyprahlých oblastech, s dostatečným množstvím rákosin a další litorální vegetace.

## Systematika
Druh popsal francouzský přírodovědec Édouard Ménétries v roce 1832 jako Anas angustirostris. Moderní taxonomie druh řadí do monotypického rodu Marmaronetta, který vytyčil německý přírodovědec Ludwig Reichenbach v roce 1853.

## Rozšíření a populace
Druh se fragmentovaně vyskytuje v oblasti Středomoří a západní a střední Asie. Populace ze západního Středomoří (jižní Španělsko, Maroko, Alžírsko, Libye, Tunisko, jižní Itálie) zimují v subsaharské západní Africe. Populace z východního Středomoří (Izrael, Jordán, Sýrie a původně i Turecko, kde je hnízdní populace druhu patrně již vyhynulá) zimuje na jih od Egypta. Populace ze západní a jižní Asie (Ázerbájdžán, Arménie, Turkmenistán, Uzbekistán, Tádžikistán, Kazachstán, Írán a Irák, kde jsou čírky soustředěny v Mezopotamské nížině, Afghánistán, Pákistán, Indie a severozápadní Čína) zimují v Íránu, Pákistánu a severozápadní Indii. Habitat druhu tvoří dočasné nebo trvalé mělké mokřady v jinak suchých až vyprahlých oblastech, někdy i člověkem vytvořené nehluboké vodní nádrže. Může se vyskytovat na sladkovodních i mořských stanovištích, avšak nejradši má brakické vody s dostatečným množstvím rákosin a litorální vegetace pro hnízdění. Vzhledem k pouze malé početnosti čírek na území Evropy se jedná o jednu z nejvzácnějších evropských kachen.
Globální početnost je nejistá z důvodu vysoké fragmentace druhu do místních, často nepříliš dobře přístupných a studovaných lokalit. V roce 1993 byla celosvětová populace odhadována na 34 000 jedinců. Mezinárodní svaz ochrany přírody k roku 2022 uváděl početnost populace na 10–42 tisíc dospělců.

### Výskyt v Česku
Na území Česka byla čírka úzkozobá věrohodně zaznamenána pouze jednou, a to v roce 1892, kdy byly na jihočeském Zlivském a Knížecím rybníce během kachních honů zastřeleni 3 samci a 1 samice.

## Popis

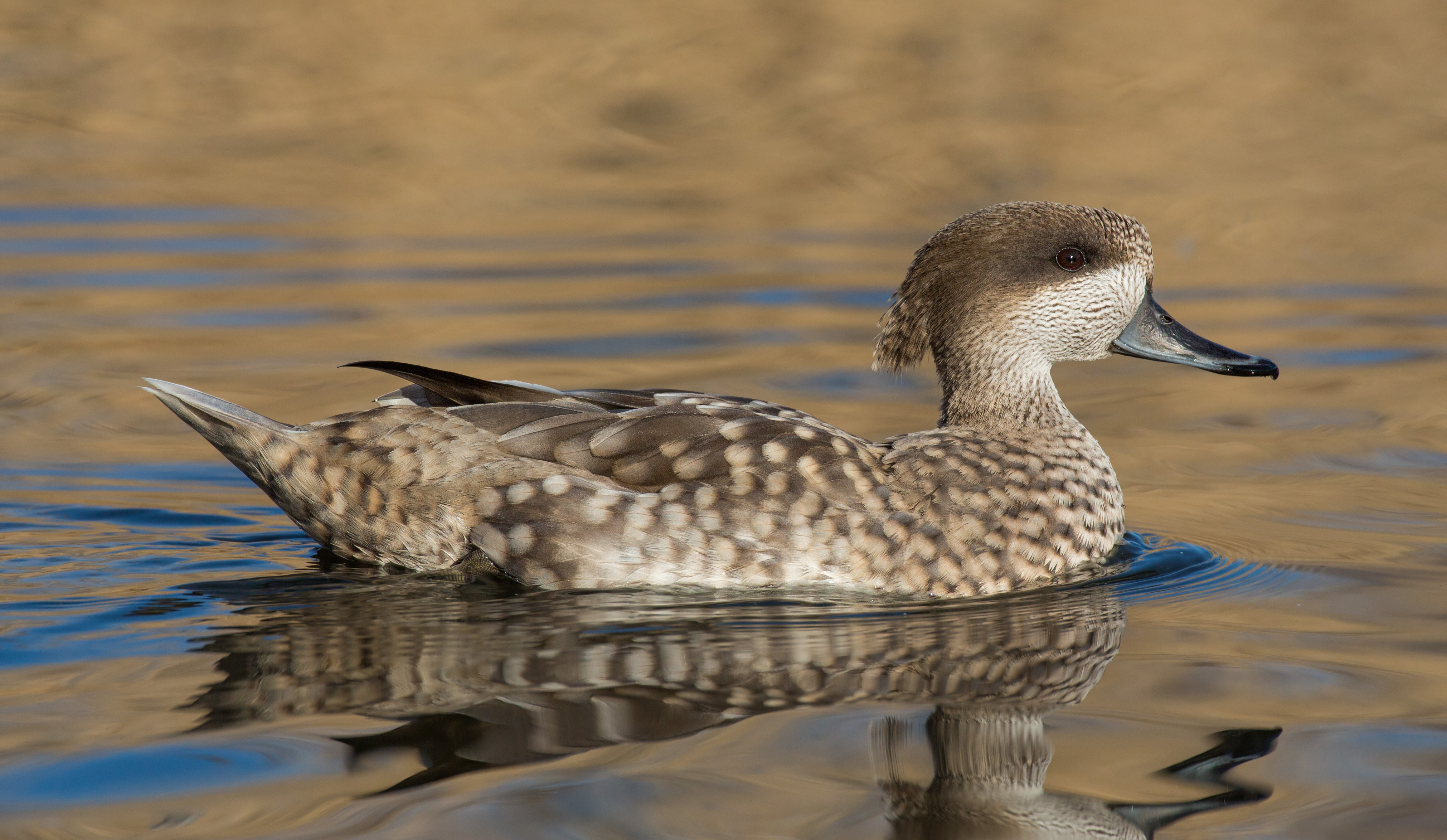
Samec s viditelným prodlouženým peřím na zátylku

Čírka úzkozobá je malá, útlá kachna s dlouhými křídly, ocasem a útlým dlouhým zobákem. Dosahuje délky těla kolem 39–46 cm a váhy 240–600 g. Rozpětí křídel se pohybuje kolem 63–69 cm, zobák měří 4–4,9 cm. Opeření druhu hraje různými odstíny šedých a hnědých barev. Hlava je světle šedá, avšak přes oči se táhne výrazný hnědý pruh, který začíná těsně před očima a na šíji se spojuje. Svrchní strana těla je jinak šedá, konce per jsou do bíla. Krk je šedohnědý. Hruď, boky, břicho a spodní krovky ocasní jsou do bíla a částečně tmavě proužkované. Ruční letky jsou světle šedohnědé, letky ramenní světle hnědé s bělavou špičkou. Zobák je šedý, nohy hnědé a duhovka je taktéž hnědá. Samec i samice vypadají stejně, avšak samec mívá prodloužená pera na zátylku. Nedospělí jedinci bývají o něco matnější s méně výraznými skvrnami.

## Biologie
Jedná se o částečně tažnou kachnu uzpůsobenou na přesuny mezi mokřadními stanovišti v závislosti na míře jejich zavodnění. K přesunům mezi mokřady může dojít mimo hnízdní období, v době hnízdění zůstává na tomtéž stanovišti. K tahu na jih dochází na podzim (srpen až listopad), zpět na sever se vrací na jaře (leden až květen). V případě, že čírka nalezne habitat, který je pro ni vhodný celoročně, na něm může zůstat po celý rok. Je poměrně tichá, avšak během toku se ozývá pronikavým hvízdavým uí-uíh.

### Potrava
Složení jídelníčku je sezónně i věkově proměnné. Hlavně před a během hnízdění se čírky živí hlavně dvoukřídlým hmyzem. V pohnízdním období pojídá hlavně semena. Čerstvě vylíhlá káčata mají v oblibě pakomárovité. Ve Španělsku tvořily semena 72 % potravní složky dospělých čírek, přičemž nejčastěji se jednalo o semena šáchorovité rostliny Schoenoplectus litoralis, kterou čírky sbíraly pří hladině. Z bezobratlých patřili k potravně důležitím pakomárovití, klešťanky, mravenci, pavouci, lasturnatky a různonožci.

### Hnízdění

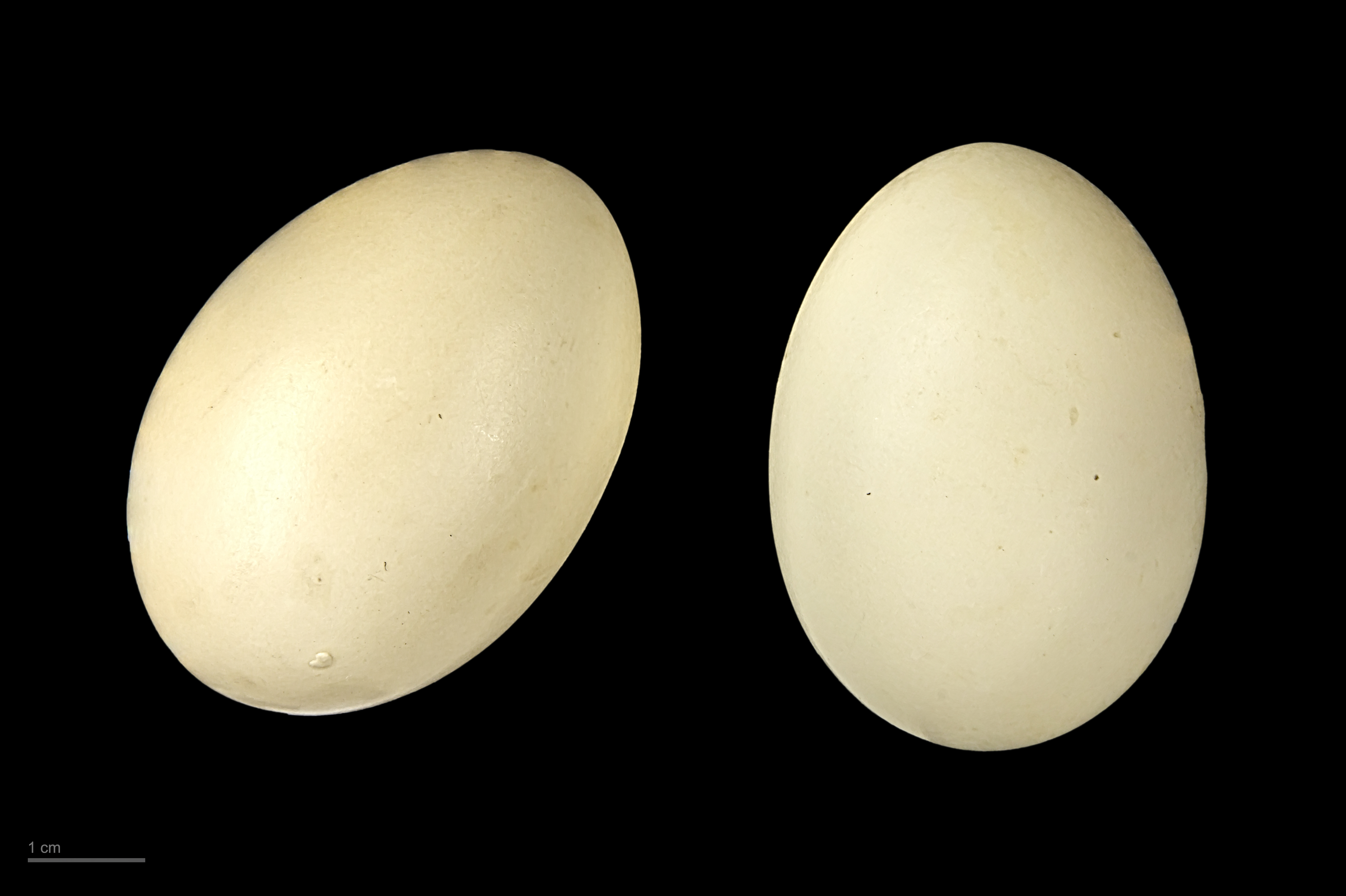
Vejce čírky úzkozobé

Čírka úzkozobá je společenský, neteritoriální pták. Je sezónně monogamní, tzn. každý rok se utváří nový pár. Páry se začínají tvořit na podzim či již během zimy. K námluvám dochází hlavně na vodě. Během námluv samci obeplouvají jednu nebo více samic, přičemž mohou předvádět své namlouvací pózy, ke kterým patří natahování krku nahoru se vztyčenými pery na zátylku nebo rychlé házení hlavou dozadu směrem ke hřbetu, během čehož hlasitě vokalizují s otevřeným zobákem. Hnízdo staví pouze samice. Bývá umístěno na březích vodní plochy nebo na vlhkých loukách přímo na zemi v husté vegetaci. Samice snáší 7–12 vajec. Jemně nažloutlá až žlutavě nahnědlá vejce mívají rozměr 46×34 mm a váží kolem 31 g. Inkubuje pouze samice po dobu kolem 25 dnů. Prekociální a nidifugní ptáčata jsou schopna samostatného krmení krátce po narození. Po jejich vyklubání samec typicky opouští samici, v některých případech pár zůstává pohromadě. Káčata jsou vzletná ve věku 50–54 dnů.

## Ohrožení a ochrana

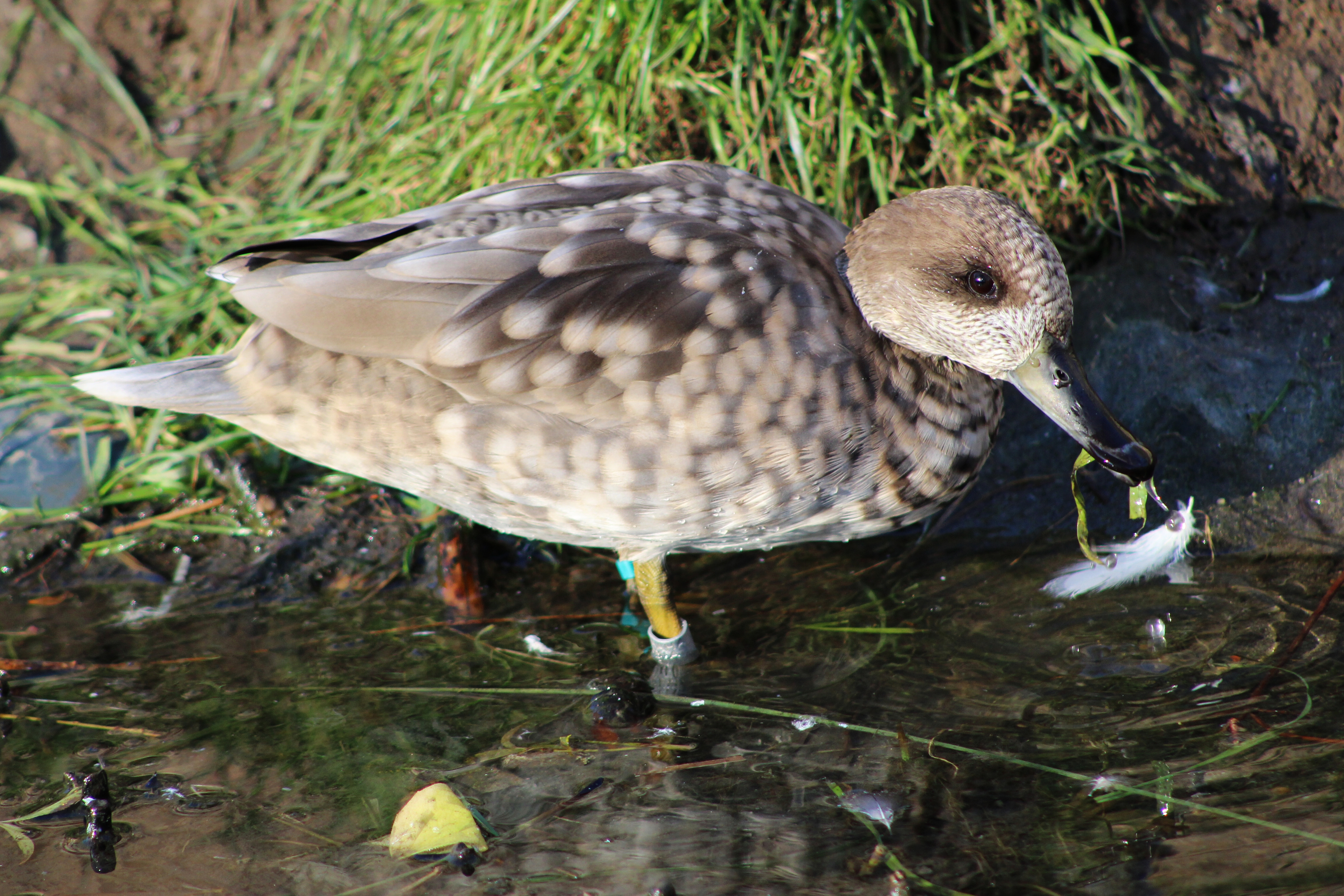
Čírka úzkozobá v pražské Zoo

Mezinárodní svaz ochrany přírody hodnotí druh jako téměř ohroženy. Z řady oblastí hnízdní populace druhu již patrně zcela vymizela – patří k nim Turecko, Gruzie nebo Kanárské ostrovy. V některých zemích jako je Itálie nebo Španělsko populace koncem 21. století klesly natolik, že je místní ochranáři začali podporovat vypouštěním čírek z umělých odchovů. Hlavní hrozbu druhu představuje hlavně úbytek mokřadů; podle odhadů jich v průběhu 20. století zaniklo až 50 %. Mokřady ubývají následkem jejich vysoušení s cílem získání půdy pro zástavbu nebo zemědělství, z důvodu budování hydrologických staveb nebo přeměny mokřadů pro chov ryb jako jsou kapři a další. Mokřady jsou dlouhodobě degradovány následkem znečištění ze zemědělství (pesticidy, močůvka), průmyslu (kontaminace těžkými kovy aj.). V některých oblastech jako je Pákistán nebo Arabský poloostrov je čírka úzkozobá lovena místními obyvateli na maso. Druh je chráněn v rámci Dohody o ochraně africko-euroasijských stěhovavých vodních ptáků (AEWA).

## Chov
Čírka úzkozobá je chována v desítkách převážně evropských zoologických zahradách. V Česku se jedná např. o zoo Praha, Děčín, Plzeň, Dvůr Králové nebo Ústí nad Labem.